# Битка код Престона
Битка код Престона вођена је 17. августа 1648. године током Енглеског грађанског рата.

## Битка
Пошто је савладао устанак у Велсу, командант снага Парламента, Оливер Кромвел, стигао је са око 9000 људи 16. августа у околину Престона. Шкоти под Џејмсом Хемилтоном и енглески ројалисти под Мармадуком Ленгдејлом (20.000 људи), развучени и без јединствене команде, напредовали су ка Престону. Ленгдејл се сукобио са републиканцима и о томе обавестио Хемилтона, али овај, мислећи да се не ради о главнини снага, није му притекао у помоћ. Кромвел је 17. августа напао најпре ројалисте. Након победе је напао и Шкоте. После освајања Престона, Кромвел је наставио енергично гоњење и 19. августа присилио непријатеља на предају.